# Stade du Mont-Jyutsau
 (avril 2025).
Le Stade du Mont-Jyutsau (en chinois : 越秀山體育場; Romanisation en cantonais : Jyut⁶sau³saan¹ Tai²juk⁶coeng⁴) est un stade multifonction situé à Canton en Chine. Il est le deuxième plus ancien stade de la cité du Canton.
Actuellement, il accueille les matchs du club du Guangzhou R&F.